# Nuevo Torino
Nuevo Torino é uma comuna da província de Santa Fé, na Argentina.
Nuevo Torino é uma localidade argentina localizada no Departamento de Las Colonias da Província de Santa Fe. Está localizado no cruzamento das rotas provinciais 70 e 10, 22 km a oeste de Esperanza e 27 km a leste de Rafaela.
É uma área de produção de leite. Tem uma instituição esportiva, o Modern Youth Club. Em 2012 foi anunciada a adequação do fornecimento de água potável utilizando águas subterrâneas. A cidade é sede da Festa Provincial do Frango.

## População
Tem 818 habitantes (INDEC, 2010), o que representa um aumento face aos 734 habitantes (INDEC, 2001) do censo anterior.
| {{{título}}} |
|              |

notes=Fonte dos Censos Nacionais da INDEC